# Liberty (Karolina Południowa)
Liberty – miasto w Stanach Zjednoczonych, w stanie Karolina Południowa, w hrabstwie Pickens.